# Bothrophthalmus
Bothrophthalmus — рід змій родини Lamprophiidae. Представники цього роду мешкають в Африці на південь від Сахари.

## Види
Рід Bothrophthalmus нараховує 2 види:
- Bothrophthalmus brunneus Günther, 1863
- Bothrophthalmus lineatus Peters, 1863